# Sistema endocrino
El sistema endocrino, también llamado sistema de glándulas de secreción interna, es el conjunto de órganos y tejidos del organismo, que segregan un tipo de sustancias llamadas hormonas. Las hormonas son mensajeros químicos liberados por células, que alcanzan el torrente sanguíneo para regular a distancia diferentes funciones corporales, entre ellas la velocidad de crecimiento, la actividad de los tejidos, el metabolismo, el desarrollo y funcionamiento de los órganos sexuales y algunos aspectos de la conducta; una vez alcanzado el punto de destino, estos mediadores son capturados por su receptor específico ubicado en la célula diana. A diferencia del sistema nervioso, que utiliza impulsos eléctricos, el sistema endocrino funciona exclusivamente por medio de mensajeros químicos (hormonas) que son vertidas al torrente sanguíneo y luego transportadas por él.
La endocrinología estudia las glándulas endócrinas, las sustancias hormonales que producen estas glándulas, sus efectos fisiológicos y las enfermedades provocadas por alteraciones de su función.

## Glándulas endocrinas y exocrinas
Los órganos endocrinos también se denominan glándulas sin conducto o glándulas endocrinas debido a que sus secreciones se liberan directamente en el torrente sanguíneo, mientras que las glándulas exocrinas liberan sus secreciones sobre la superficie interna de los epitelios o la superficie externa cutánea. Las glándulas endócrinas comparten características comunes, entre ellas la carencia de conductos, alta irrigación sanguínea y la presencia de vesículas intracelulares que almacenan las hormonas.

Las tres glándulas más representativas del sistema endócrino son: la hipófisis, la glándula tiroides y las suprarrenales.
Además de las glándulas endocrinas especializadas para tal fin, existen otros órganos como el riñón,  hígado, corazón y las gónadas, que tiene una función endocrina secundaria. Por ejemplo el riñón segrega hormonas endocrinas como la eritropoyetina y la renina.
El funcionamiento de las glándulas en nuestro cuerpo es esencial para mantener el equilibrio interno y regular múltiples funciones fisiológicas. Ya sea a través de la secreción de hormonas en el sistema endocrino o de secreciones en el sistema exocrino, estas glándulas aseguran que el organismo funcione de manera óptima, adaptándose a las necesidades cambiantes del cuerpo.

## Hormonas
Las hormonas son sustancias químicas segregadas por las glándulas endocrinas que al llegar a través de la sangre a las células diana, hacen que estas realicen determinadas funciones. Actúan como coordinadores y reguladores de numerosas funciones del organismo con la finalidad de lograr que todos los sistemas funcionen correctamente. Básicamente actúan como mensajeros químicos que transportan información de una célula a otra. Por lo general son liberadas directamente dentro del torrente sanguíneo, solas o asociadas a proteínas transportadoras que alargan su vida media. Hacen su efecto en determinados órganos o tejidos a distancia de donde se sintetizaron. Las hormonas actúan generalmente vertiéndose a la sangre y provocando acciones en órganos situados a distancia (comunicación endocrina), en algunos casos pueden actuar sobre la misma célula que la sintetiza (acción autocrina) o sobre células contiguas (acción paracrina).

### Propagación y modos de acción
1. Se liberan al espacio extracelular.
2. Se difunden a los vasos sanguíneos y son transportadas por la sangre.
3. Afectan tejidos que pueden encontrarse lejos del punto de origen de la hormona.
4. Su efecto es directamente proporcional a su concentración.
5. Independientemente de su concentración, requieren de adecuada funcionalidad del receptor para ejercer su efecto.

### Efectos
- Estimulante: promueve la actividad en un tejido. Por ejemplo la prolactina estimula la producción de leche por la glándula mamaria.
- Inhibitorio: disminuye la actividad en un tejido. (ejemplo, somatostatina).
- Trópico: esta es una hormona que altera el metabolismo de otro tejido endocrino. Por ejemplo la tirotropina actúa sobre el tiroides y la ACTH sobre la corteza de glándula suprarrenal.

Se dice que dos hormonas son antagonistas cuando tienen efectos opuestos. Por ejemplo la insulina disminuye la concentración de glucosa en sangre y el glucagón la aumenta. 
Dos o más hormonas son sinergistas cuando en conjunto tienen un efecto más potente que por separado. (ej: hGH y T3/T4)

### Tipos de comunicación
Aunque originalmente se consideraban solo como hormonas las sustancias que eran secretadas por las glándulas endocrinas, actualmente el término hormona es más amplio y se designa como tal a cualquier sustancia que transporte una señal que pueda producir un cambio a nivel celular. Por este motivo se distinguen hormonas endocrinas que son las clásicas, pasan a la sangre y actúan a distancia afectando a células diana que se encuentra a mucha distancia del lugar en que son producidas, hormonas paracrinas que actúan a poca distancia del lugar en que se secretan y hormonas autocrinas que afectan a la misma célula que la produce.
1. Endocrina: Las células de las glándulas de secreción interna como el tiroides vierten las hormonas a la corriente sanguínea. La hormona circula por todo el organismo e interactúa con las células diana situadas a distancia que poseen receptores específicos en su membrana celular o en el interior del citoplasma.[7]
2. Paracrina : Es la  comunicación que se establece entre células que se encuentran relativamente cercanas. Es por lo tanto una comunicación local. Un ejemplo de sustancia hormonal con acción paracrina es la interleucina 1.[7]
3. Autocrina: las células responden a sus propias señales.[7]
4. Neuroendocrina. Tiene lugar cuando las terminales nerviosas de algunas neuronas liberan ciertas hormonas hacia la circulación. El ejemplo clásico de este tipo de comunicación son las hormonas liberadas por las neuronas del hipotálamo que pasan a la sangre y actúan sobre otros órganos.

### Clasificación química
Las hormonas pueden clasificarse según su solubilidad en liposolubles e hidrosolubles:
- Liposolubles.
  - Esteroides: Todas las hormonas esteroideas son derivados químicos del colesterol. Su estructura está formada por cuatro anillos a los que se adhieren diferentes grupos químicos, lo que hace posible numerosas moléculas con diferentes funciones. Son solubles en lípidos, se difunden fácilmente hacia dentro de la célula diana. Se unen a receptores situados dentro de la célula y viajan hacia algún gen del ADN nuclear estimulando su transcripción. En el plasma, el 95% de estas hormonas viajan acopladas a transportadores proteicos plasmáticos. Ejemplos de hormonas esteroides es el cortisol producido por las glándulas suprarrenales y la testosterona producida por los testículos.
  - Hormonas tiroideas: Son la T3 y T4, ambas producidas por la glándula tiroides. El proceso de síntesis tiene lugar agregando yodo al aminoácido tirosina. Al estar formadas por dos anillos de benceno adquieren la propiedad de la liposolubilidad.

- Hidrosolubles. Las hormonas hidrosolubles circulan por la sangre y se adhieren a un receptor específico situado en la membrana plasmática, en la parte externa de la célula. La unión de la hormona al receptor desencadena una cascada de reacciones que inducen cambios en la célula. Las hormonas hidrosolubles pueden ser de varios tipos:
  - Aminas. Son aminoácidos modificados, por ejemplo adrenalina y noradrenalina.
  - Péptidos. Son cadenas cortas de aminoácidos, por ejemplo ADH. Son hidrosolubles y tienen capacidad de circular libremente en el plasma sanguíneo.
  - Proteicas. Son proteínas complejas, por ejemplo GH que es polipéptido formado por 191 aminoácidos y la PTH.
  - Glucoproteínas, por ejemplo la FSH y la LH.

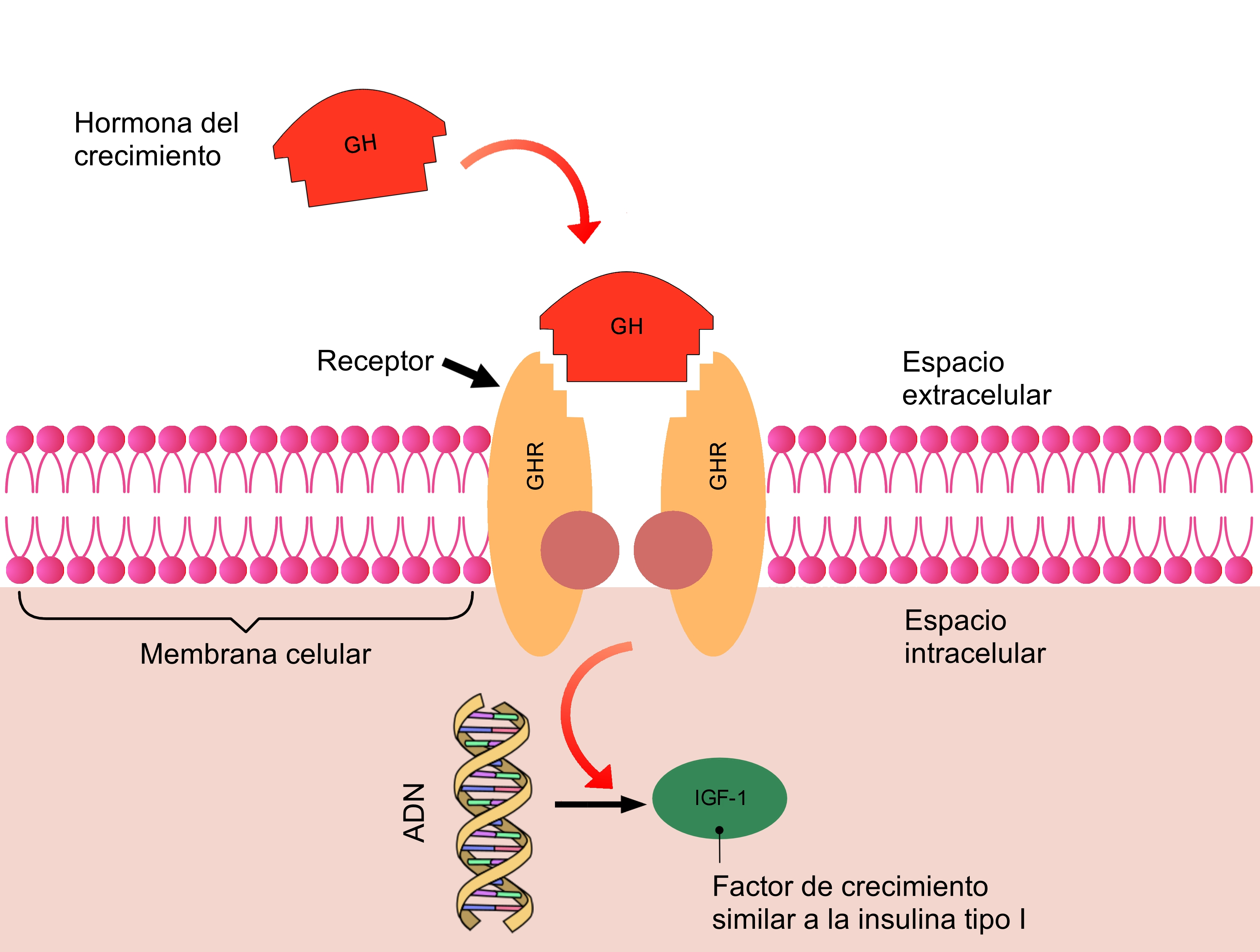
La hormona del crecimiento (GH) es un polipéptido formado por 191 aminoácidos que se une al receptor de las células hepática (GHR) y estimula la producción del factor de crecimiento insulínico tipo 1 (IGF-1)

### Mecanismo de acción

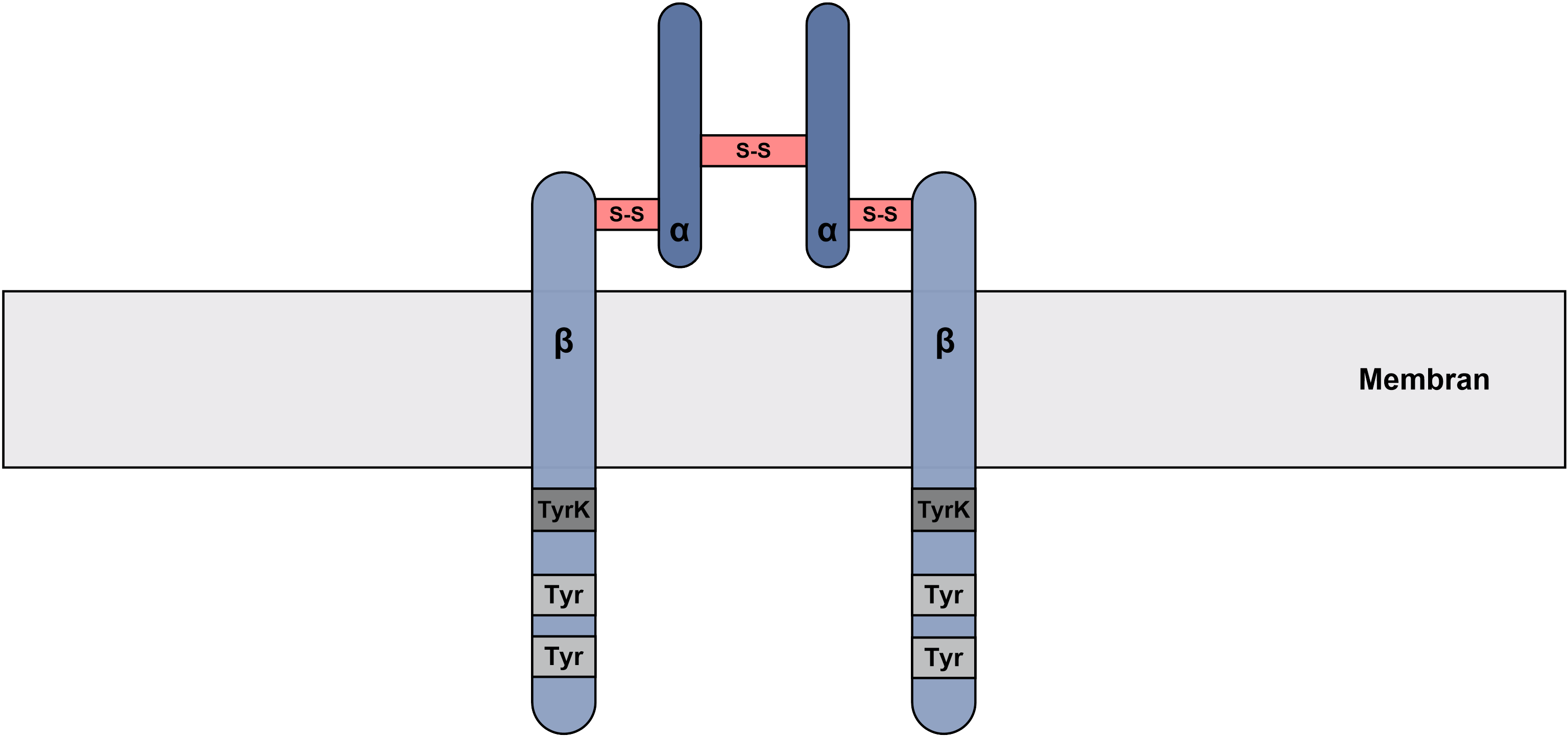
Esquema en el que se representa el receptor de insulina ubicado en la membrana de las células diana.

Las hormonas viajan por todo el cuerpo a través de la sangre, pero solo actúan sobre determinadas células que reciben el nombre de células diana. Las células diana disponen de receptores específicos que son capaces de unirse a una hormona circulante. Los receptores son proteínas celulares situadas en la membrana celular o el citoplasma que desencadenan una respuesta en la célula cuando se unen a una hormona concreta. Una célula diana típica puede contener entre 2000 y 100 000 receptores. Cuando los niveles circulantes de una hormona son excesivamente altos el número de receptores tiende a disminuir, fenómeno llamado regulación por decremento, sin embargo cuando la producción de una hormona es escasa la cantidad de receptores tiende a aumentar, por lo que las células diana se hacen más sensibles a los efectos de la hormona, este fenómeno se llama regulación por incremento.
Las hormonas de naturaleza proteica actúan sobre receptores situados en la membrana celular, sin embargo las derivadas de esteroides y las hormonas tiroideas, gracias a su naturaleza lipídica, traspasan con gran facilidad la membrana celular y se unen a receptores que se encuentran en el interior del citoplasma, alcanzan el núcleo de la célula y modifican la expresión del ADN, promoviendo o inhibiendo la síntesis de determinadas proteínas que desencadenan los procesos fisiológicos específicos de cada hormona. No obstante hay que tener en cuenta que las funciones que realizan las hormonas son mucho más amplias, en ocasiones aumentan la permeabilidad de la membrana de la célula para facilitar la entrada o salida de sustancias específicas, promueven la contracción del músculo liso o cardíaco o alteran la velocidad a la que se producen determinadas reacciones químicas.

## Principales glándulas endocrinas

Eje hipotálamo-hipofisario.

Hormonas secretadas por hipotálamo, hipófisis, tiroides y glándula pineal.

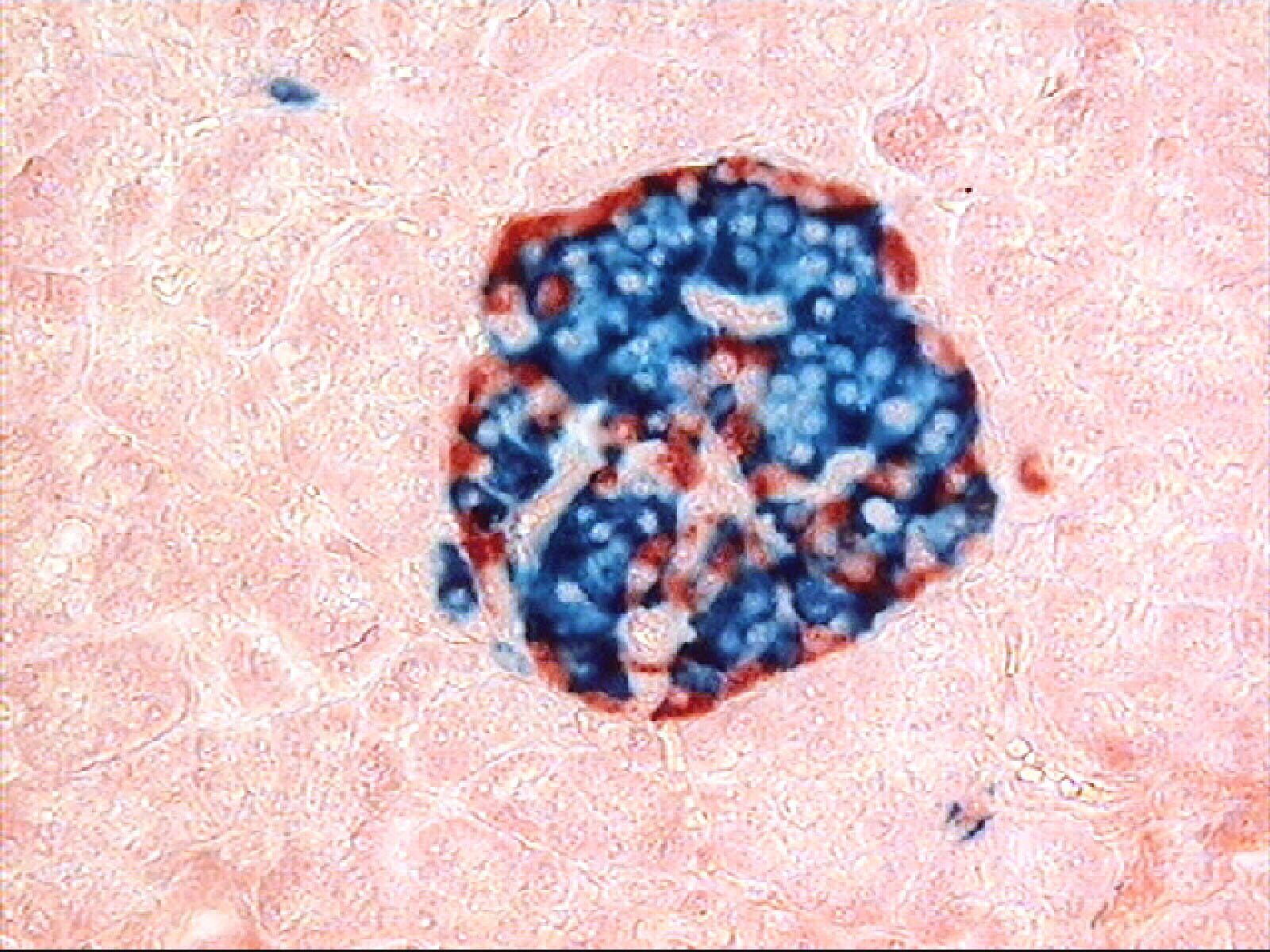
Islote de Langerhans en el páncreas.

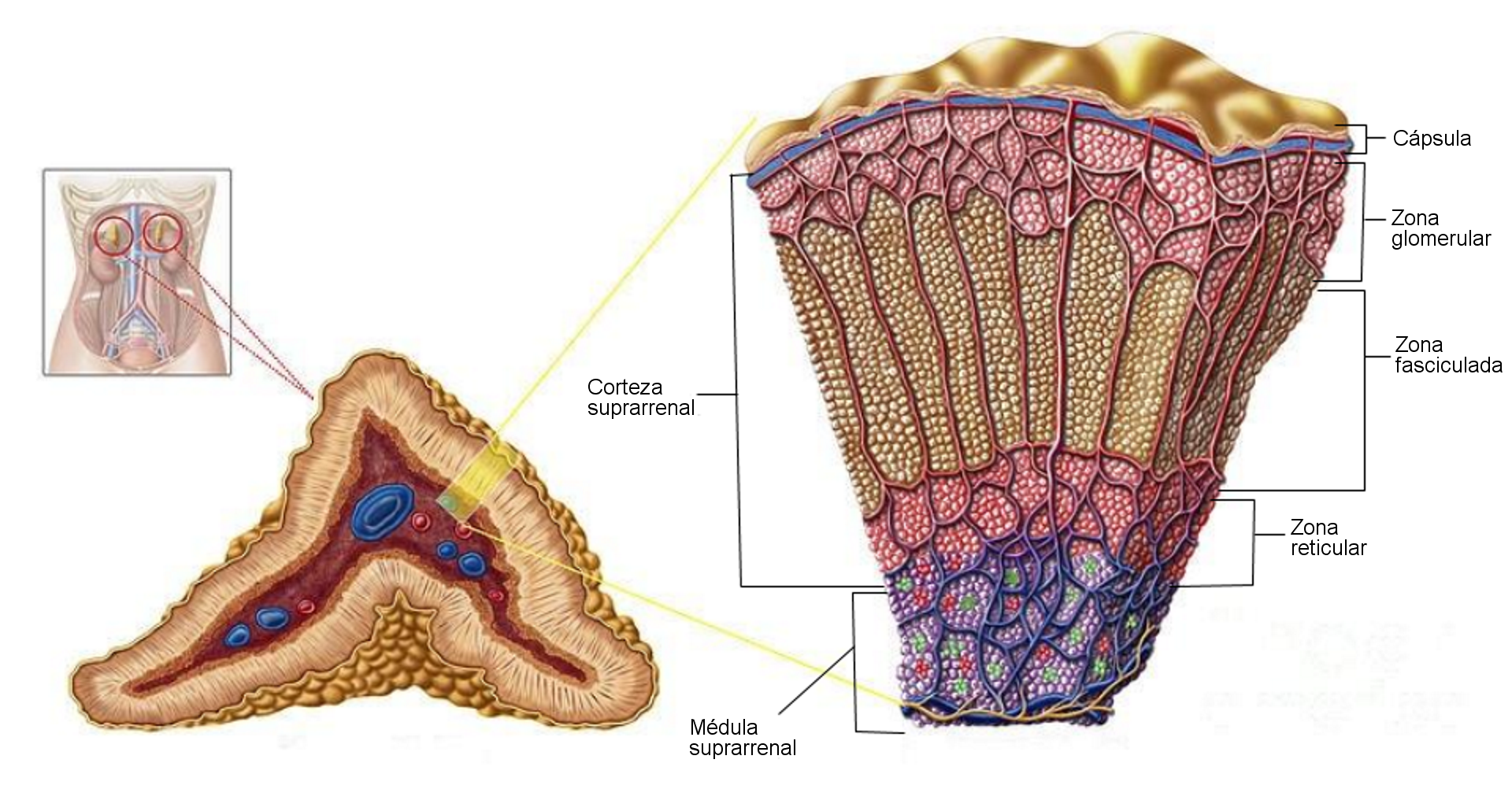
Glándula suprarrenal.

Hormonas secretadas por órganos sexuales y placenta.

- Hipotálamo e hipófisis. La hipófisis es una pequeña glándula que se encuentra situada en el interior del cráneo, en la región denominada silla turca, consta de dos partes que se llaman adenohipofisis y neurohipofisis. La hipófisis se encuentra unida al hipotálamo que es una parte del cerebro situada debajo del tálamo. El hipotálamo secreta 8 hormonas diferentes y la hipófisis 7, la mayoría de las cuales controlan a su vez el funcionamiento de otras glándulas endocrinas. El conjunto formado por el hipotálamo y la hipófisis se llama eje hipotálamo-hipofisario y es de importancia crucial para el control de muchas funciones del organismo reguladas por hormonas.[9][10]
  - Hormona del crecimiento. La hormona del crecimiento es secretada por la hipófisis anterior o adenohipófisis,[11] es un polipéptido formado por una cadena de 191 aminoácidos. Favorece el aumento de tamaño de las células y su división (mitosis), por lo que induce el crecimiento de los diferentes órganos y tejidos, su acción es especialmente destacada sobre el crecimiento óseo y muscular.
  - Hormonas trópicas. Son un conjunto de cuatro hormonas secretadas por la adenohipófisis que poseen efectos estimulantes sobre otras glándulas endocrinas. Incluyen las siguientes:[10]
    - TSH, también llamada tirotropina. Actúa promoviendo la secreción de hormonas tiroideas.
    - ACTH, también llamada hormona adrenocorticotropa. Estimula el crecimiento de la corteza de la glándula suprarrenal y favorece la producción de las hormonas que se sintetizan en la misma.
    - FSH, también llamada folitropina (u hormona folículo estimulante). En la mujer actúa favoreciendo la maduración de los folículos ováricos y estimulando la secreción de estrógenos. En el hombre favorece el desarrollo de los testículos y el proceso de formación de espermatozoides (espermatogénesis).
    - LH, también llamada luteotropa (u hormona luteinizante). Su acción principal es favorecer la formación y actividad del cuerpo lúteo situado en el ovario. Como consecuencia de su estimulación el cuerpo lúteo produce estrógenos y progesterona.

  - Hormona antidiurética. Se llama también vasopresina, es producida por el núcleo supraóptico[12] y el núcleo paraventricular del hipotálamo, pero se almacena y libera a través de la neurohipófisis. Su efecto principal es aumentar la concentración de la orina y disminuir su volumen.
  - Oxitocina. Al igual que la hormona antidiurética, es producida por el hipotálamo pero secretada por la hipófisis. Estimula la contracción del útero durante el parto y favorece la eyección de leche en el periodo de lactancia. La estimulación del pezón por la succión del bebé favorece la secreción de oxitocina.
- Tiroides. La glándula tiroides pesa aproximadamente 30 gramos y se encuentra situada en el cuello, debajo de la laringe. Está formada por dos lóbulos, derecho e izquierdo. Produce dos hormonas principales que reciben el nombre en conjunto de hormonas tiroideas, la triyodotironina o T3 y la tetrayodotironina o T4.  La acción de las hormonas tiroideas consiste en aumentar el índice metabólico basal, incrementan por tanto el consumo de oxígeno por la célula para formar ATP y aumentan el metabolismo celular de hidratos de carbono, lípidos y proteínas. Los efectos de la T3 en los tejidos son alrededor de cuatro veces más potentes que los de su prohormona T4, ya que se une con mayor afinidad a los receptores. El exceso de producción de hormonas tiroideas conduce a hipertiroidismo que se caracteriza por tendencia al nerviosismo y pérdida de peso, el déficit de hormonas tiroideas provoca hipotiroidismo que se caracteriza por enlentecimiento y tendencia al aumento de peso.[9]
- Paratiroides. Son cuatro pequeñas glándulas que miden aproximadamente 6 mm x 4 mm x 2 mm cada una. Tienen la función de secretar la hormona parathormona que cumple importantes funciones en la regulación del nivel de calcio en la sangre. El exceso de producción de parathormona provoca la enfermedad llamada hiperparatiroidismo, mientras que la deficiencia recibe el nombre de hipoparatiroidismo.[9]
- Glándulas suprarrenales. Son dos pequeñas estructuras situadas cada una de ellas sobre un riñón. Están formadas por la médula suprarrenal en el centro y la corteza suprarrenal en el exterior. La médula suprarrenal secreta adrenalina en respuesta a situaciones estresantes como un peligro inminente o ejercicio físico. La corteza suprarrenal secreta tres tipos de hormonas: glucocorticoides como el cortisol, mineralocorticoides como la aldosterona y andrógenos como la testosterona.[9]
- Epífisis. La epífisis, también llamada glándula pineal está situada en una región del encéfalo llamada diencéfalo. La hormona principal que produce se llama melatonina y es muy importante para el mantenimiento y ajuste del reloj biológico del organismo. La secreción de melatonina varía dependiendo del ciclo de luz-oscuridad relacionado con el día o la noche, de tal forma que su concentración en sangre aumenta por la noche y disminuye durante las horas de luz.[10]
- Páncreas. El páncreas es una glándula exocrina y endocrina. Produce varias hormonas, las más importantes son la insulina y el glucagón.[13]
  - Insulina. La insulina es una hormona producida por las células beta del páncreas. Tiene un papel clave para mantener los niveles adecuados de glucosa en sangre, facilita que la glucosa ingrese en el interior de las células y disminuye por tanto la glucemia. Los principales lugares sobre los que actúa son el músculo estriado, hígado y tejido graso. Su acción es anabolizante pues promueve el almacenamiento de glucosa en forma de glucógeno. El déficit de producción de insulina provoca la enfermedad conocida como diabetes mellitus.[14]
  - Glucagón. Es producido por las células alfa del páncreas. Tiene un efecto contrario a la insulina, aumenta el nivel de glucosa en sangre, activa la glucogenólisis y la gluconeogénesis.
- Ovario y testículo. Ovario y testículo tienen la función de producir óvulos o espermatozoides, pero actúan también secretando diferentes hormonas. 
  - El ovario produce hormonas femeninas, principalmente estrógenos y progesterona. Los estrógenos estimulan el crecimiento y desarrollo del aparato reproductor femenino, la mama y los caracteres sexuales secundarios femeninos.
  - El testículo fabrica hormonas masculinas, sobre todo testosterona. La testosterona estimula la maduración de los órganos sexuales masculinos, la formación del escroto, el crecimiento de la laringe y la aparición de la barba y el vello androgénico, también aumenta la masa muscular y la densidad del hueso.[9]

## Hormonas de otros tejidos y órganos

Hormonas de otros tejidos y órganos

Las células que producen hormonas pueden agruparse como ya se ha visto formando órganos independientes, por ejemplo las glándulas suprarrenales, tiroides y paratiroides. Sin embargo, en muchos casos varias células formadoras de hormonas se agrupan en el interior de un órgano que tiene otra función. Por ello diferentes órganos y tejidos que no son considerados glándulas endocrinas disponen de células que producen hormonas. A continuación se citan algunos de los más importantes:
- Riñón. Produce: eritropoyetina y renina.
- Corazón. Produce: el péptido natriurético atrial.
- Aparato digestivo. Produce secretina, gastrina, colecistocinina, GLP-1, oxintomodulina, y grelina es la única hormona que se produce periféricamente en las células gástricas y que actúa centralmente para estimular la ingesta de alimentos.
- Hígado. Produce: trombopoyetina y factor de crecimiento insulínico tipo 1.
- Médula ósea. Produce trombopoyetina.
- Tejido adiposo. Produce lectina y pequeñas cantidades de estrógenos.
- Placenta. Produce gonadotropina corionica humana.

## Enfermedades endocrinológicas
Existen diversas enfermedades originadas por un funcionamiento defectuoso del sistema endócrino. Pueden deberse a una excesiva producción de hormonas (hiper) o una producción insuficiente (hipo).

Algunas de las más usuales son las siguientes:
- Diabetes mellitus: está causado por baja producción de insulina por el páncreas o resistencia de las células a su acción.[16]
- Hipertiroidismo: la glándula tiroides produce demasiada hormona tiroidea y esto provoca pérdida de peso, ritmo cardíaco acelerado, sudoración y nerviosismo.[16]
- Hipotiroidismo: la glándula tiroides no produce suficiente hormona tiroidea y esto ocasiona fatiga, estreñimiento, piel seca, enlentecimiento y aumento de peso.[16]
- Hiperparatiroidismo: se debe a excesiva producción de parathormona por la paratiroides.[16]
- Hipoparatiroidismo: se debe a baja producción de parathormona por la paratiroides.[16]
- Insuficiencia suprarrenal: la glándula suprarrenal libera muy poca cantidad de las hormonas cortisol y aldosterona. Los síntomas incluyen malestar, fatiga, deshidratación y alteraciones en la piel.
- Enfermedad de Cushing: Causada por hiperactividad en la glándula suprarrenal.
- Acromegalia: está producida por una secreción excesiva de la hormona del crecimiento  por la hipófisis.
- Enanismo hipofisario: la producción de hormona del crecimiento por la hipófisis es baja y en consecuencia la velocidad de crecimiento disminuye y se produce talla baja.
- Diabetes insípida. Se debe a falta de secreción de hormona antidiurética por la hipófisis.
- Síndrome de secreción inadecuada de hormona antidiurética. Se debe a exceso de producción de hormona antidiurética.
- Neoplasia endocrina múltiple I y II (MEN I y MEN II):  Consiste en una predispocición genética al desarrollo de tumores en diferentes tejidos, principalmente en las glándulas endocrinas.
- Pubertad precoz:  se produce cuando se liberan hormonas sexuales a edades tempranas.

## Hormonas principales
| Hormona secretada                                      | Secreción                         | Efectos |
| ------------------------------------------------------ | --------------------------------- | --- |
| Hormona liberadora de tirotropina (TRH)                | Hipotálamo                        | Estimula la liberación de hormona estimulante del tiroides (TSH) por la adenohipófisis. |
| Dopamina                                               | Hipotálamo                        | Inhibe la liberación de prolactina por la adenohipófisis. |
| Hormona liberadora de hormona del crecimiento (GHRH)   | Hipotálamo                        | Estimula la liberación de hormona del crecimiento (GH) por la adenohipófisis. |
| Somatostatina (GHIH)                                   | Hipotálamo                        | Inhibe la liberación de la hormona de crecimiento (GH) por la adenohipófisis. |
| Hormona liberadora de gonadotrofina (GnRH)             | Hipotálamo                        | Estimula la liberación de hormona foliculoestimulante (FSH) y hormona luteinizante (LH) por la adenohipófisis. |
| Hormona liberadora de hormona adrenocorticotropa (CRH) | Hipotálamo                        | Estimula la liberación de hormona adrenocorticotropa (ACTH) por la adenohipófisis. |
| Hormona del crecimiento (GH)                           | Adenohipófisis                    | Estimula el crecimiento y la reproducción celular Estimula la liberación del factor de crecimiento insulínico tipo 1 secretado por el hígado.                                                                                |
| Hormona estimulante de la tiroides (TSH)               | Adenohipófisis                    | Estimula la síntesis y liberación de tiroxina (T4) y triyodotironina (T3) por la glándula tiroides Estimula la absorción de yodo por parte de la glándula tiroides.                                                          |
| Hormona adrenocorticotropica (ACTH)                    | Adenohipófisis                    | Estimula la síntesis y liberación de glucocorticoide, mineralcorticoides y andrógenos por parte de la corteza adrenal |
| Hormona foliculoestimulante (FSH)                      | Adenohipófisis                    | En hembras: Estimula la maduración de los folículos ováricos En machos: Estimula la maduración de los túbulos seminiferos y la espermatogénesis.                                                                             |
| Hormona luteinizante (LH)                              | Adenohipófisis                    | En hembras: estimulan la ovulación y la formación del cuerpo lúteo En machos: estimula la síntesis de testosterona por parte de las células de Leydig.                                                                       |
| Prolactina                                             | Adenohipófisis                    | Estimula la síntesis de liberación de leche desde la glándula mamaria Media el orgasmo. |
| Hormona estimulante de melanocitos (MSH)               | Adenohipófisis                    | Estimula la síntesis y liberación de melanina a los melanocitos de la piel y el pelo. |
| Oxitocina                                              | Neurohipófisis                    | En las mujeres estimula la contracción de los músculos uterinos durante el parto, la secreción de leche. En los hombres facilita la eyaculación.                                                                             |
| Vasopresina (ADH)                                      | Neurohipófisis                    | Estimula la reabsorción de agua en los riñones (hormona antidiurética). Provoca liberación de ACTH por la adenohipófisis. |
| Melatonina                                             | Glándula pineal                   | Regula los ciclos reproductivos temporales y los ciclos de sueño. |
| Triyodotironina (T3)                                   | Tiroides                          | Estimula el consumo de oxígeno y energía, mediante el incremento del metabolismo basal Estimula el ARN polimerasa I y II promoviendo la síntesis proteica                                                                    |
| Tiroxina (T4)                                          | Tiroides                          | Estimula el consumo de oxígeno y energía, mediante el incremento del metabolismo basal Estimula la ARN polimerasa I y II promoviendo la síntesis proteica.                                                                   |
| Calcitonina                                            | Tiroides (célula parafolicular)   | Estimula los osteoblastos y la formación de hueso. Inhibe la liberación de Ca2+ del hueso, reduciendo de esa forma el Ca2+ sanguíneo.                                                                                        |
| Hormona paratiroidea (PTH)                             | Paratiroides                      | Aumenta el nivel de calcio en sangre (hipercalcemia) Disminuye la concentración de iones fosfato en sangre (hipofosfatemia).                                                                                                 |
| Glucocorticoides (cortisol)                            | Glándula suprarrenal (corteza)    | Estimula la gluconeogénesis y la degradación de ácidos grasos en el tejido adiposo. Inhibe la síntesis proteica y la captación de glucosa en el tejido muscular y adiposo. Acción imunosupresora y antiinflamatoria.         |
| Mineralocorticoides (aldosterona)                      | Glándula suprarrenal (corteza)    | Estimula la reabsorción de agua y sodio en los riñones, incrementa el volumen sanguíneo y la presión arterial Estimula la secreción de potasio y H+ en la nefrona del riñón.                                                 |
| Dehidroepiandrosterona                                 | Glándula suprarrenal (corteza)    | Precursor de hormonas sexuales masculinas y femeninas. |
| Adrenalina                                             | Glándula suprarrenal (médula)     | Respuesta de lucha o huida: Aumenta el gasto cardíaco y frecuencia cardíaca. Dilata las vías aéreas. Aumenta la irrigación a los músculos esqueléticos.                                                                      |
| Noradrenalina                                          | Glándula suprarrenal (médula)     | Similar a adrenalina. |
| Insulina                                               | Páncreas (Células beta)           | Captación de la glucosa sanguínea, glucogénesis y glicólisis en el hígado y músculo. Disminuye los niveles sanguíneos de glucosa.                                                                                            |
| Glucagón                                               | Páncreas (célula alfa)            | Glucogenólisis y gluconeogénesis en el hígado Incrementa los niveles sanguíneos de glucosa |
| Renina                                                 | Riñón (células yuxtaglomerulares) | Activa el sistema renina angiotensina aldosterona mediante la producción de angiotensina I a partir de angiotensinogeno |
| Eritropoyetina (EPO)                                   | Riñón                             | Estimula la producción de eritrocitos |
| Calcitriol                                             | Riñón                             | Forma activa de la vitamina D Incrementa la absorción de calcio y fosfato por el aparato digestivo y el riñón |
| Gastrina                                               | Estómago                          | Secreción de ácido gástrico por las células parietales |
| Ghrelina                                               | Estómago                          | Estimula el apetito y la secreción de somatotropina por la adenohipófisis |
| Histamina                                              | Estómago                          | Estimula la secreción de ácido gástrico |
| Secretina                                              | Duodeno                           | Estimula la secreción pancreática y biliar. Inhibe la secreción de jugo gástrico. |
| Colecistoquinina                                       | Duodeno                           | Estimula la secreción de enzimas pancreáticas. Retrasa el vaciamiento gástrico. |
| Factor de crecimiento insulínico                       | Hígado                            | Efecto reguladores similares a la insulina que modulan el crecimiento celular y crecimiento corporal |
| Angiotensinógeno y angiotensina                        | Hígado                            | Vasoconstricción Liberación de aldosterona desde la corteza suprarrenal |
| Trombopoyetina                                         | Hígado, riñón y médula ósea       | Estimula la producción de plaquetas por parte de los megacariocitos |
| Péptido natriurético auricular                         | Corazón                           | Reduce la presión arterial por medio de la disminución de la resistencia vascular periférica. |
| Leptina                                                | Tejido adiposo                    | Disminución del apetito e incremento del metabolismo. |
| Andrógenos (testosterona)                              | Testículo                         | Anabólico: incremento de masa muscular y fuerza, aumento de la densidad ósea. Caracteres masculinos: maduración de órganos sexuales, formación del escroto, crecimiento de la laringe, aparición de la barba y vello axilar. |
| Progesterona                                           | Ovario y placenta                 | Induce la etapa secretora en el endometrio Mantiene el embarazo, inhibe el inicio del trabajo del parto y la lactancia. |
| Estrógenos                                             | Ovario y placenta                 | Estimulan el crecimiento y desarrollo del aparato reproductor femenino, y los caracteres sexuales secundarios femeninos. Reduce la reabsorción ósea, incrementando la formación de hueso.                                    |
| Gonadotropina coriónica humana (HCG)                   | Placenta                          | Promueve el mantenimiento de la función del cuerpo lúteo al inicio del embarazo Inhibe la respuesta inmune hacia el embrión.                                                                                                 |
| Lactógeno placentario humano                           | Placenta                          | También llamada somatomamotrofina, le confiere al feto prioridad sobre la glucosa sanguínea materna. Efecto diabetógeno sobre la madre.                                                                                      |

### Otras hormonas
| Activina                | Adiponectina                            | Androstenediona                         | Betaendorfina                      | Encefalina                     |
| Endotelina              | Factor de crecimiento insulínico tipo 1 | Factor de crecimiento insulínico tipo 2 | Hepcidina                          | Inhibina                       |
| Kisspeptina             | Motilina                                | Neuropéptido Y                          | Orexina                            | Osteocalcina (hueso)           |
| Oxintomodulina          | Péptido vasoactivo intestinal           | Péptido natriurético cerebral           | Péptido similar al glucagón tipo 1 | Polipéptido inhibidor gástrico |
| Polipéptido pancreático | Resistina                               | Timosina (timo)                         | Timulina (timo)                    | Timopoyetina (timo)            |